# Al Koran
Al Koran, pseudonimo di Edward Charles Doe (Upper Clapton, 4 marzo 1917 – Chicago, 12 giugno 1972), è stato un illusionista britannico, scrittore, inventore.

## Biografia
Dopo aver esercitato come parrucchiere diventò un mago professionista (mentalista). Si riteneva dotato di poteri paranormali, che dichiarò essersi manifestati sin dall'età di sette anni (possedevo degli istinti extra-sensoriali ed il sesto senso soprannaturale). All'età di 15 anni divenne il membro più giovane del Magician's Club. Dopo avere appreso nozioni di astrologia, psicologia e yoga da un monaco tibetano spostò i suoi interessi dalla prestidigitazione alla magia dello spirito.
Come prestigiatore fu inventore dell'effetto noto come Ring Lite (1968) e diffuse una versione di un mazzo speciale di carte (Bagshave) noto come il ponte Corano (Koran deck). Da questo momento assunse quindi lo pseudonimo di Al Koran. Venne ospitato in molte occasioni nella trasmissione The Ed Sullivan Show. Nel 1969 si trasferì negli Stati Uniti, stabilendosi dapprima a Cleveland, quindi in Ohio, ed infine a Chicago, dove morì di cancro nel 1972.
Fu il membro più giovane a ricevere la medaglia d'oro della London Society of Magicians (1945).
Tra le sue pubblicazioni venne edito in Italia il volume Fate scaturire il potere magico del vostro spirito (traduzione in italiano del libro pubblicato in Gran Bretagna nel 1965 ed intitolato How to Bring Out the Magic in Your Mind). Il volume è stato ripubblicato anche nel 1980 dalle Edizioni Europost di Brescia. Il testo, scritto con un linguaggio semplice, in bilico tra magia e psicologia spicciola, attiene alla materia della realizzazione del sé. Sull'argomento tenne anche delle conferenze all'Università di Cambridge.

## Pubblicazioni
- Mastered amazement: Mainly for the manipulator, 1947
- How to Bring Out the Magic in Your Mind (1964 in UK, 1965 in US and Canada) (in Italia: "Fate scaturire il potere magico del vostro spirito", pubblicato nel 1967 (IDM), nel 1970 (Edizioni Minerve), nel 1980 (Edizioni Europost di Brescia).
- Al Koran's Professional Presentations, 1967
- The Magic of the Mind in Action. 1972